# Ähtäri djurpark
Ähtäri djurpark eller Etseri djurpark är en djurpark vid riksväg 18, cirka fem kilometer öster om byn Inha i Etseri i landskapet Södra Österbotten i Finland och den äldsta av landets få vildmarksdjurparker. Det går tåg från Jyväskylä och Seinäjoki till djurparkens hållplats "Ähtärin Eläinpuisto-Zoo".
I den året runt öppna parken, som ligger drygt 30 mil norr om Helsingfors, finns ett sjuttiotal olika arter. Flerparten av arterna är typiska för taigaområdet. Parken samarbetar med cirka 300 andra europeiska djurparker för bevarande av hotade djurarter. Ähtäri djurpark är känd bland annat för sina björnar.

## Jättepandor från Kina
Jättepandor har varit  parkens huvudattraktion sedan början av 2018. Som present från Kina till Finlands hundraårsjubileum 2017 har Kina och Finland slutit ett avtal om uthyrning av två jättepandor till Finland under femton år. Pandorna anlände till Finland i januari 2018 och har installerats i ett nybyggt Pandahus i Ähtäri djurpark. Det finns bara fjorton länder utanför Kina som har jättepandor.
I september 2024 meddelade djurparken att jättepandorna skulle skickas tillbaka till Kina. Kostnaderna har varit höga och inte täckts av biljettpriserna.

## Bildgalleri

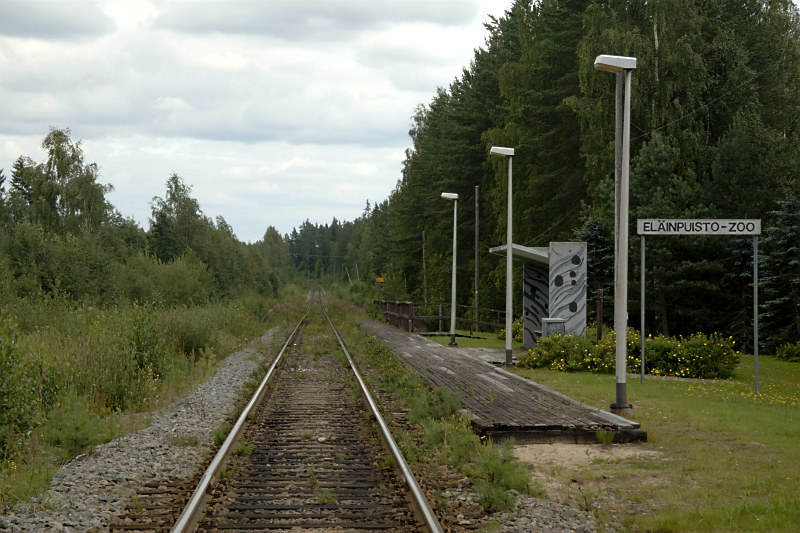
Hållplatsen Eläinpuisto-Zoo.
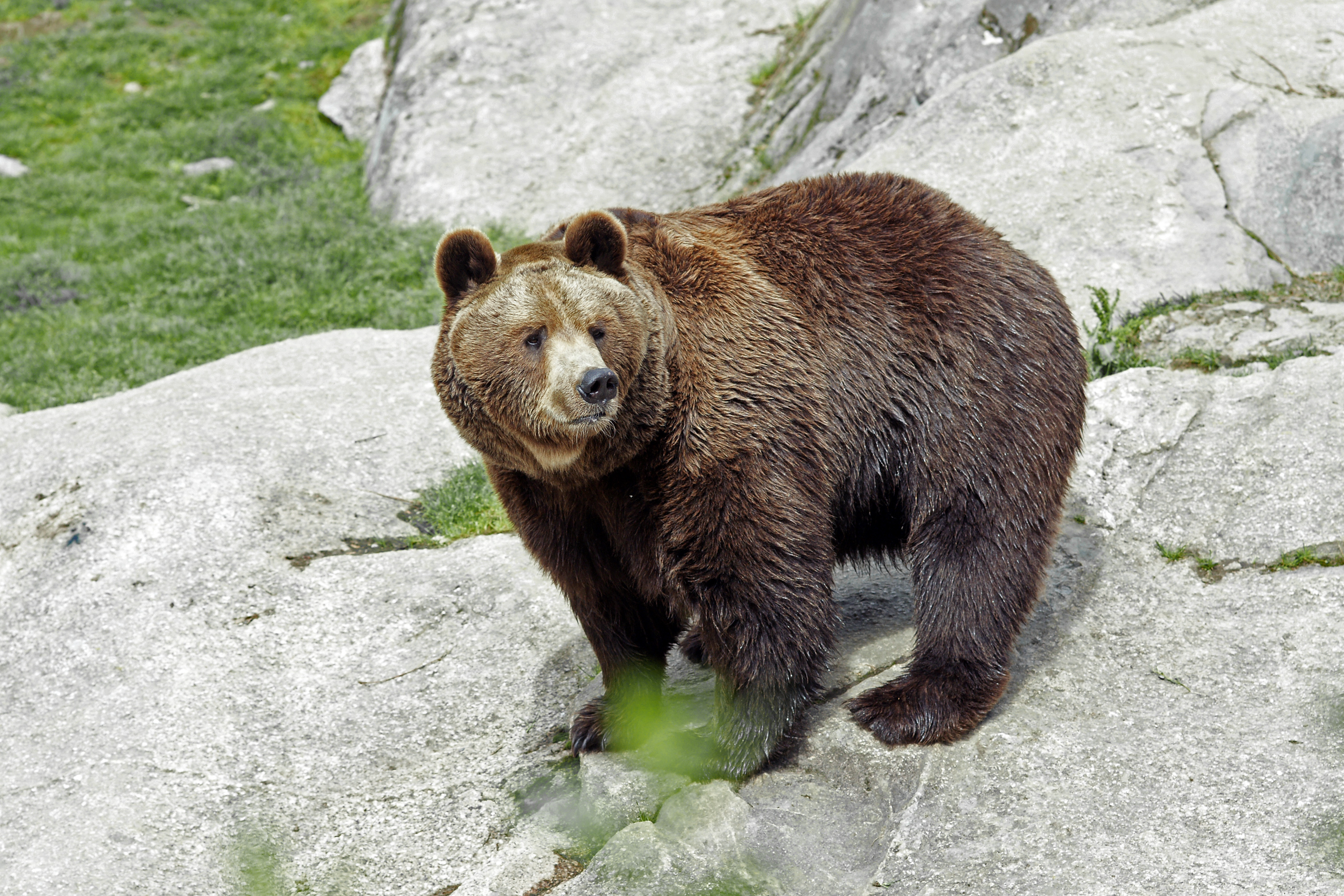
Brunbjörn i Ähtäri djurpark.